# 六研
六研（ろっけん）はトイガンデザイナー、六人部登（むとべ のぼる）が設立した、遊戯銃の設計製造を行っていた工房およびブランドである。「六研」ブランドでモデルガンを製造する他、他社製品の設計および試作を行っていた。
なお、六研ブランドの英字表記は“ROKKEN”ではなく“ROCKEN”である。

## 概要
1970年代当時のモデルガンはまだ「鉄砲の形をしたオモチャ」然とした製品が多かった中、綿密な設計と手作業による機械加工、材質も一般のモデルガンのような亜鉛合金ダイキャストではなく真鍮やスチールを使うなど、高額な価格設定と製造数の少なさからマニアにとっては垂涎のモデルガンであり、現在でも半ば伝説として語り継がれるブランドとなっている。
強度に制限が加わった1977年の銃刀法改正後は真鍮製や鉄製のモデルガンが製造できなくなり長らく六研名義の製品を発売していなかったが、リアルマッコイのスプリングフィールドM1911およびランパントクラシックのコルトシングルアクションアーミーでは六研ブランドが冠され、復活を果たした。また、タナカワークスのエアソフトガン用のアクセサリー（ペガサスM36チーフのグリップ等）も六研から発売されていた。
現在ではエランより六研ブランドでコルトガバメント（およびそのバリエーション）が発売されている。

## 特徴
六研製品の大きな特徴として、
- 製造過程での多くの工程を手作業による機械加工にたよっておりワンロットでの製作数が少ない。
- 上記の理由により同時期の製品にもロット違いにより（または同一ロット内でも）様々な仕様が存在する。
- 量産品以外に個人オーダーによる単品製作品が多数製作され、それらには詳細な記録が存在しない。
- 当時の製品をオリジナル状態のまま所持する事は現行の銃刀法に抵触する場合があり、現存する製品についてもオーナーが所持を公言しない場合が多い。
- 当時の製品はほとんどが現行法の模擬銃器に相当し、販売目的での所持が禁止されており、商品として合法的に流通することが無い。

等の理由により製品、製造時期、製作数、仕様等（販売後にオーナーによって追加工された個体もある）については不明な部分も多く、未だにマニアの間で研究、議論の対象になっている。

## 歴史
- 1967年 - 中田商店から独立した六人部登が六研設立
- 1969年 - 真鍮製高級モデルガン、コルトシングルアクションアーミー(ファースト)発売。
- 1971年 - コルトシングルアクションアーミー(セカンド)発売。
- 1972年 - 真鍮製高級モデルガン、コルトガバメント(1期)発売。
- 1974年 - ウェスタンアームズと提携。製造が六研名義、販売がウェスタンアームズ名義となる。コルトガバメント(2期型)発売。
- 1976年 - コルトガバメント(3期型)発売
- 1977年 - 銃刀法改正により六研ブランドの金属製モデルガン製造中止。

## 主な製品

### モデルガン

#### 真鍮製ハンドガン
- コルトガバメント(1期) - 定価39,000円。生産数約300丁。ブローバックモデル。M1911A1、M1911、ナショナルマッチ、コマンダーのバリエーションが存在。
- コルトガバメント(2期) - 定価80,000円。(ナショナルマッチ、コマンダーは95,000円) 生産数約300-400丁。シルジン青銅製。ブローバックモデル。M1911A1、ナショナルマッチ、コマンダーのバリエーションが存在。
- コルトガバメント(3期) - 定価110,000円。生産数約200丁。ブローバックモデル。M1911A1、M1911、ナショナルマッチ、コマンダーのバリエーションが存在。
- コルトシングルアクションアーミー(ファースト) - 定価32,000円。生産数約100丁。シリアル1-100。"ROCKEN FAST DRAW SPECIAL CAL 45 BLANK"刻印。シビリアン、キャバルリー、アーティラリーのバリエーションが存在。
- コルトシングルアクションアーミー(セカンド) - 生産数約100丁。シリアル200-300。"COLT SINGLE ACTION ARMY"刻印。シビリアン、キャバルリー、アーティラリー、バントラインのバリエーションが存在。
- コルトシングルアクションアーミー(サード) - 生産数約150丁。シリアル200-300。"COLT SINGLE ACTION ARMY"または"COLT FRONTIER SIX-SHOOTER"刻印。シビリアン、キャバルリー、アーティラリー、バントライン、シェリフズのバリエーションが存在。
- コルトシングルアクションアーミー(ファイナル) - 定価70,000円。生産数約50丁。真鍮製の他、洋銀製もあり。
- コルトウッズマン - マッチターゲットのみ。
- S&W ミリタリーポリス - スタンダード、デラックスのバリエーションが存在。
- FN M1910 - エングレーブモデルも少数製作された。
- ルガーP08 - 試作のみ。

他多数

#### ABS樹脂製ハンドガン
- コルトシングルアクションアーミー

#### 鉄製長物
- AR18
- MP18
- トンプソンM1
- 上下二連ショットガン

他多数

#### 亜鉛合金製長物
- M1カービン
- トンプソンM1928
- モーゼルK98

#### 無可動ディスプレイモデル（金属）
- コルトM1911 - 真鍮および洋銀、アルミ製。銃刀法改正後、無可動モデルとして復活した六研ガバメント。金属製だが、現行法でも販売・所持ができる。

#### 無可動ディスプレイモデル（プラ）
「六研 ヴィンテージコレクションシリーズ」として販売された。
- S&W No.3リボルバー
- 九四式拳銃
- 南部式自動拳銃（パパナンブ）
- 二十六年式拳銃
- 浜田式拳銃
- 二式拳銃